# Butzen (Spreewaldheide)
Butzen, niedersorbisch Bucyn, ist ein Ortsteil der Gemeinde Spreewaldheide im Landkreis Dahme-Spreewald (Brandenburg). Es gehörte vom Mittelalter bis weit in das 19. Jahrhundert hinein zur Standesherrschaft Straupitz. Bis 2003 war Butzen eine eigenständige Gemeinde. 

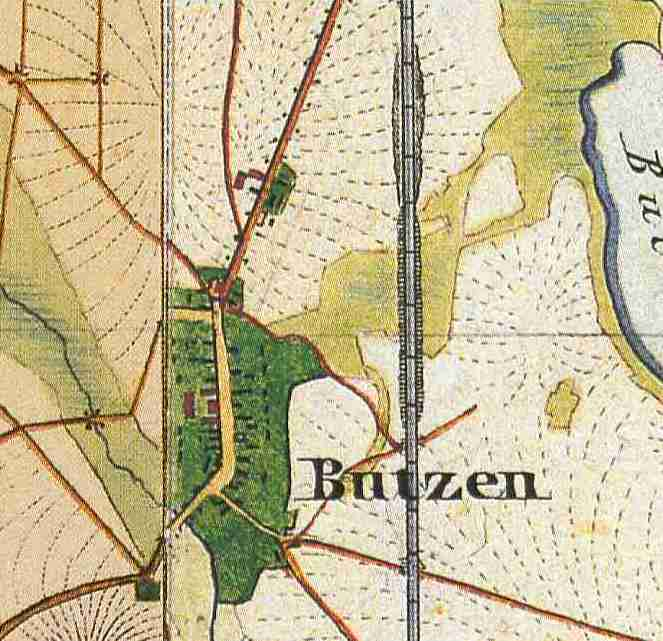
Butzen auf den Urmesstischblättern 4050 Straupitz und 4051 Lieberose von 1846

## Geographische Lage
Butzen liegt ca. 20 km ostsüdöstlich von Lübben, ca. 11 km südwestlich von Lieberose und ca. 18 km nordwestlich von Peitz. Die Gemarkung grenzt im Norden an Mochow (Ortsteil der Gemeinde Schwielochsee), im Osten an Groß Liebitz und Klein Liebitz, ebenfalls Ortsteile der Gemeinde Schwielochsee, im Süden an Byhlen (Ortsteil der Gemeinde Byhleguhre-Byhlen), im Südwesten an die Gemeinde Straupitz (Spreewald), im Südwesten an Neu Zauche und im Westen an Laasow (Ortsteil der Gemeinde Spreewaldheide). Der Ort ist über die L 41 von Straupitz zu erreichen; die L 41 führt über Butzen nach Lamsfeld. Kurz vor dem Ort (von Straupitz aus) zweigt eine Verbindungsstraße nach Byhlen ab, im Ort zweigt eine Verbindungsstraße nach Waldow ab.
Die Gemarkung wird von Südosten nach Nordwesten vom Ressener Mühlenfließ gequert, das aus dem Byhlener See zum Schwielochsee fließt. Am südlichen Ortsende zweigt ein Graben ab, der den Butzener See mit dem Ressener Mühlenfließ verbindet. Nordwestlich des Ortskerns nimmt das Ressener Mühlenfließ von rechts einen weiteren Graben auf. Auf der Gemarkung liegen der Butzener See, der Rammoltsee, der Bergsee und der Druschesee. Von Norden kommend fließt das Mochowfließ zunächst in den Bergsee, dann in den Rammoltsee und von dort in den Butzener See. Der Druschesee ist mit dem Bergsee über einen Graben verbunden, der aber nicht ständig mit Wasser gefüllt ist. Im Südosten verläuft die Markungsgrenze am Nordwestufer des Byhlener Sees. Höchste Erhebung auf der Gemarkung ist der Lehmberg mit 81 m, tiefste Stelle etwa 52 m an der Stelle, wo das Ressener Mühlenfließ die Gemarkung verlässt.

## Geschichte
Die urkundliche Erstnennung als Budsin erfolgte am 30. April 1294, als Markgraf Dietrich d. J. der Lausitz Dietrich den Alten von Ilow mit den Dörfern Straupitz, Laasow und Butzen mit allem Zubehör belehnte. Der Besitz war zuvor markgräflich gewesen. 1312 sicherte der brandenburgische Markgraf Waldemar, der damals die Markgrafschaft Lausitz innehatte, dem Dietrich von Ihlow zu, dass er von Lübben unabhängig bleiben sollte, sofern Lübben nicht in der Hand des Landesherr wäre, d. h., er bliebe direkter Lehnsmann des Markgrafen. Zu dieser Zeit war die Burg Lübben und deren Zubehör im Besitz des Klosters Dobrilugk. Diese Versicherung seitens des brandenburgischen Markgrafens an Dietrich von Ihlow kann als Hinweis aufgefasst werden, dass der Rittersitz Straupitz (und damit auch Butzen) früher einmal zu Lübben bzw. zum Zubehör der Burg Lübben gehörte. 2009 wurde anlässlich der Erstnennung ein Gedenkstein im Ort aufgestellt.

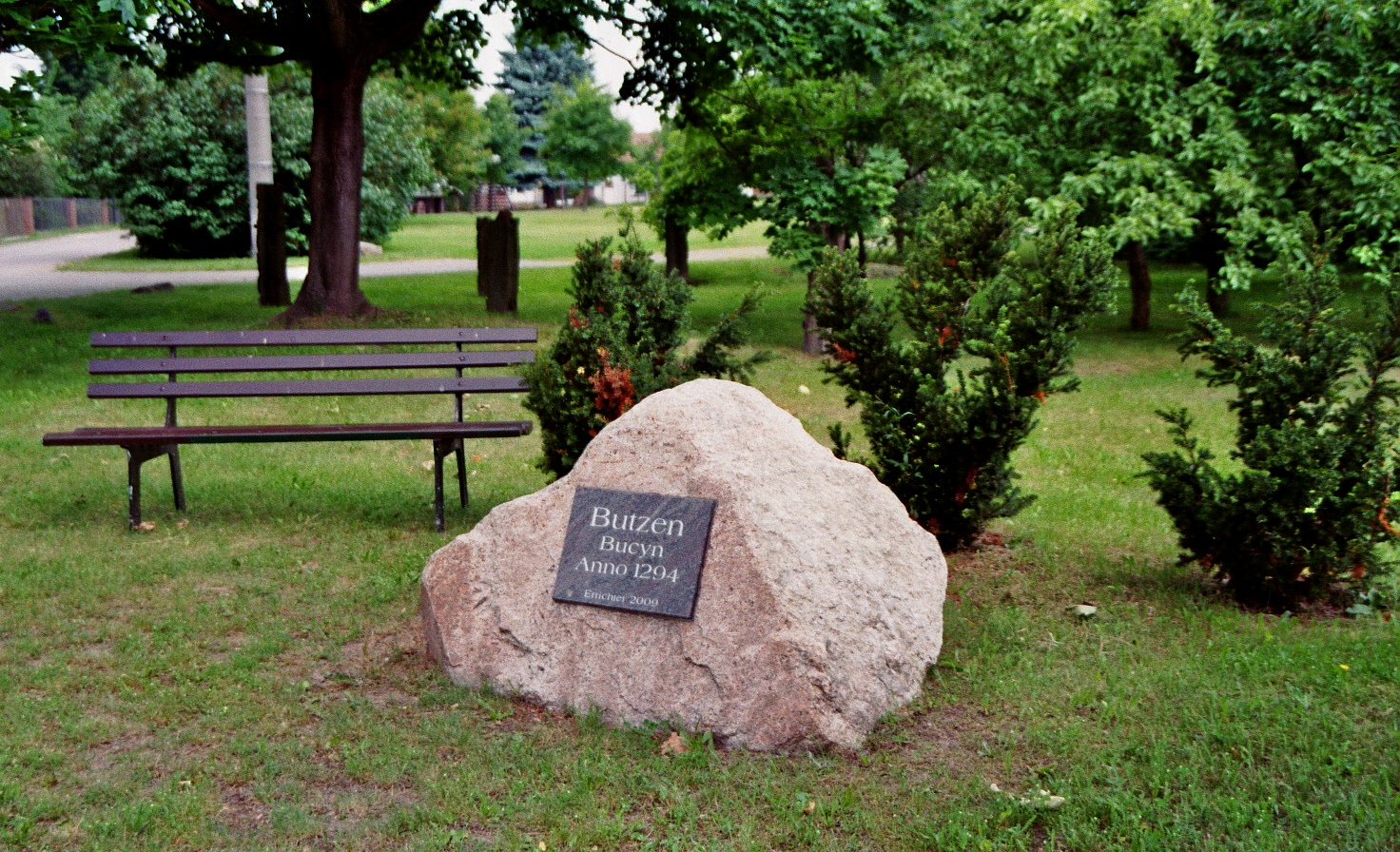
Gedenkstein an die Erstnennung 1294

Der Ort ist von der Dorfform her ein Straßendorf. Der Name lässt mehrere Deutungen zu. Sie könnte von einer Grundform „Bud“, „Bod“ oder „Budetzsch“ für „Grenzort“ abgeleitet sein. Eine andere Möglichkeit ist, dass der Ort von „Budy“ = „Hüttensiedlung“ abgeleitet ist. Der ursprüngliche Form ist dieselbe wie für Bautzen.
1459 wird der Ort als Botzen bezeichnet, 1538 als Boczen. 1447 verkaufte ein (späterer) Dietrich von Ihlow den Rittersitz Straupitz mit allem Zubehör, nämlich Straupitz mit Weinberg und Vorwerk, Laasow mit der Mühle, Butzen, Byhlen, Byhleguhre, Mochow und Groß Liebitz an die Brüder Caspar, Heinrich und Franz, Burggrafen von Dohna. Butzen und das halbe Byhlen waren erst kurz vor dem Verkauf wieder an Dietrich von Ihlow zurückgefallen; er hatte sie einige Zeit vorher an den markbrandenburgischen Kanzler Heintze von Kracht auf Neu Zauche verpfändet. Am 11. Oktober 1578 verkauften Caspar IV. und seine Söhne Christoph Wilhelm und Hans Burggrafen von Dohna die Herrschaft Straupitz für 45.000 Taler an Joachim I. von der Schulenburg, die nun für drei Generationen die Herrschaft innehatten. Die Herrschaft Straupitz und damit auch Butzen ging 1615 für 75.000 Taler an den Obersteuereinnehmer und Landgerichtsassessor Georg von Wallwitz. Am 14. Juli 1655 verkaufte Bastian von Wallwitz die Herrschaft Straupitz für 54.137 Taler an den General in schwedischen, polnischen, kurfürstlich-brandenburgischen und sächsischen Diensten Christoph von Houwald. Die Familie von Houwald war bis 1945 im Besitz der Herrschaft Straupitz und bestimmte bis 1849 auch die Geschichte des Ortes Butzen. Um 1670 legte Willibald von Houwald das Vorwerk in Butzen an.
| Bevölkerungsentwicklung von 1818 bis 2002 | Bevölkerungsentwicklung von 1818 bis 2002 | Bevölkerungsentwicklung von 1818 bis 2002 | Bevölkerungsentwicklung von 1818 bis 2002 | Bevölkerungsentwicklung von 1818 bis 2002 | Bevölkerungsentwicklung von 1818 bis 2002 | Bevölkerungsentwicklung von 1818 bis 2002 | Bevölkerungsentwicklung von 1818 bis 2002 | Bevölkerungsentwicklung von 1818 bis 2002 | Bevölkerungsentwicklung von 1818 bis 2002 | Bevölkerungsentwicklung von 1818 bis 2002 | Bevölkerungsentwicklung von 1818 bis 2002 | Bevölkerungsentwicklung von 1818 bis 2002 | Bevölkerungsentwicklung von 1818 bis 2002 | Bevölkerungsentwicklung von 1818 bis 2002 |
| ----------------------------------------- | ----------------------------------------- | ----------------------------------------- | ----------------------------------------- | ----------------------------------------- | ----------------------------------------- | ----------------------------------------- | ----------------------------------------- | ----------------------------------------- | ----------------------------------------- | ----------------------------------------- | ----------------------------------------- | ----------------------------------------- | ----------------------------------------- | ----------------------------------------- |
| Jahr                                      | 1818                                      | 1846                                      | 1871                                      | 1890                                      | 1910                                      | 1925                                      | 1939                                      | 1946                                      | 1950                                      | 1964                                      | 1971                                      | 1981                                      | 1991                                      | 2002                                      |
| Einwohner                                 | 194                                       | 256                                       | 328                                       | 357                                       | 391                                       | 261                                       | 244                                       | 319                                       | 368                                       | 315                                       | 326                                       | 264                                       | 233                                       | 240                                       |

1708 lebten fünf Bauern, acht Kossäten und ein Büdner in Butzen, insgesamt 36 Personen im Alter von 12 bis 60 Jahren. 1715 werden vier im Ort ansässige Bauern genannt neben acht Kossäten und einem Häusler. Das Dorf wurde auf 925 Gulden Schatzung taxiert. Nach Heinz-Dieter Krausch gab es in Butzen einen Weinberg; er gibt jedoch nicht an, wann dieser Weinberg nachgewiesen ist. 1809 lebten sechs Ganzbauern, acht Ganzkossäten, ein Halbkossäte und zehn Häusler oder Büdner im Ort. 1815 musste Sachsen die Niederlausitz an Preußen abtreten, der Kreis Lübben wurde dem Regierungsbezirk Frankfurt zugeordnet. Für 1818 werden 25 Feuerstellen (= Wohngebäude) genannt, in denen 179 Personen lebten. In der nahe gelegenen Schäferei mit drei Feuerstellen wohnten 15 Personen. Der Ort wird als Dorf mit Vorwerk bezeichnet. Als Dorf mit Vorwerk und Schäferei wird der Ort auch in den Topographisch-Statistischen Übersichten des Regierungsbezirks Frankfurt in den Jahren 1844 und 1867 bezeichnet. Das Vorwerk und die Schäferei gehörten zur Standesherrschaft Straupitz. Das Vorwerk hatte einen von der Herrschaft einsetzten Verwalter namens Feuerstack. Im Jahr 1867 beschreibt Heinrich Berghaus den Boden der Gemarkung als von guter Ertragsfähigkeit. Östlich des Ortes führte die Cottbus-Schwielochsee-Eisenbahn vorbei. Die Pferdeeisenbahn wurde 1844 bis 1846 gebaut. Der Betrieb wurde allerdings schon 1879 wieder eingestellt. Die Gleise wurden schon vor 1900 wieder abgebaut. Die Trasse ist auf weite Strecken noch gut zu erkennen.
Östlich an die Gemarkung schloss sich zu DDR-Zeiten mit dem Truppenübungsplatz Lieberose einer der damals größten Truppenübungsplätze im Staatsgebiet an. Nach dem Zweiten Weltkrieg wurden in Butzen 28 Neubauernstellen geschaffen. 1953 wurde in Butzen die Landwirtschaftliche Produktionsgenossenschaft (LPG) Typ I „Seid bereit“ gegründet. In den 1950er Jahren wurde in Butzen eine Maschinen-Traktoren-Station (MTS) eingerichtet. Später befand sich hier ein Kleintraktorenwerk (VEB Kombinat für Gartenbautechnik BT Butzen), in dem bis 1991 Kleintraktoren gebaut wurden. Außerdem gab es im Kranichgrund eine Agraringenieurschule. Der Gebäudekomplex wurde 1991 zum Hotel und Pension umgebaut. Das Hotel musste jedoch 2008 Insolvenz anmelden; das Gebäude steht seither leer.
Am 26. Oktober 2003 schlossen sich die Gemeinden Butzen, Laasow und Sacrow-Waldow zu der neuen Gemeinde Spreewaldheide zusammen.

## Ortsvorsteher und Ortsbeirat
Der Ortsbeirat von Butzen besteht aus drei Mitgliedern. Der derzeitige Ortsvorsteher ist Hilmar Möller.

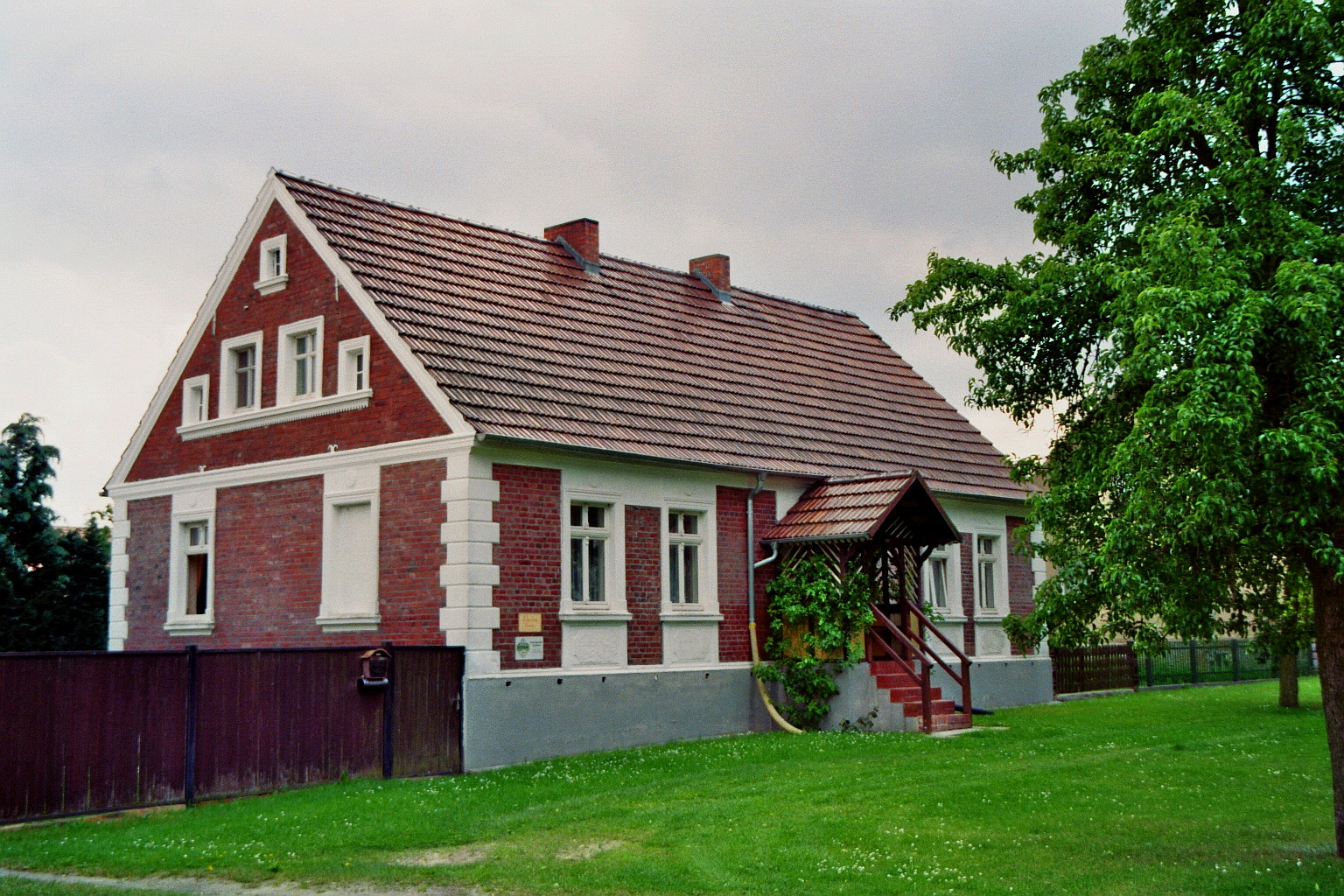
Denkmalgeschütztes Haus mit massiver Scheune in der Butzener Hauptstrasse 14

## Denkmale und Sehenswürdigkeiten

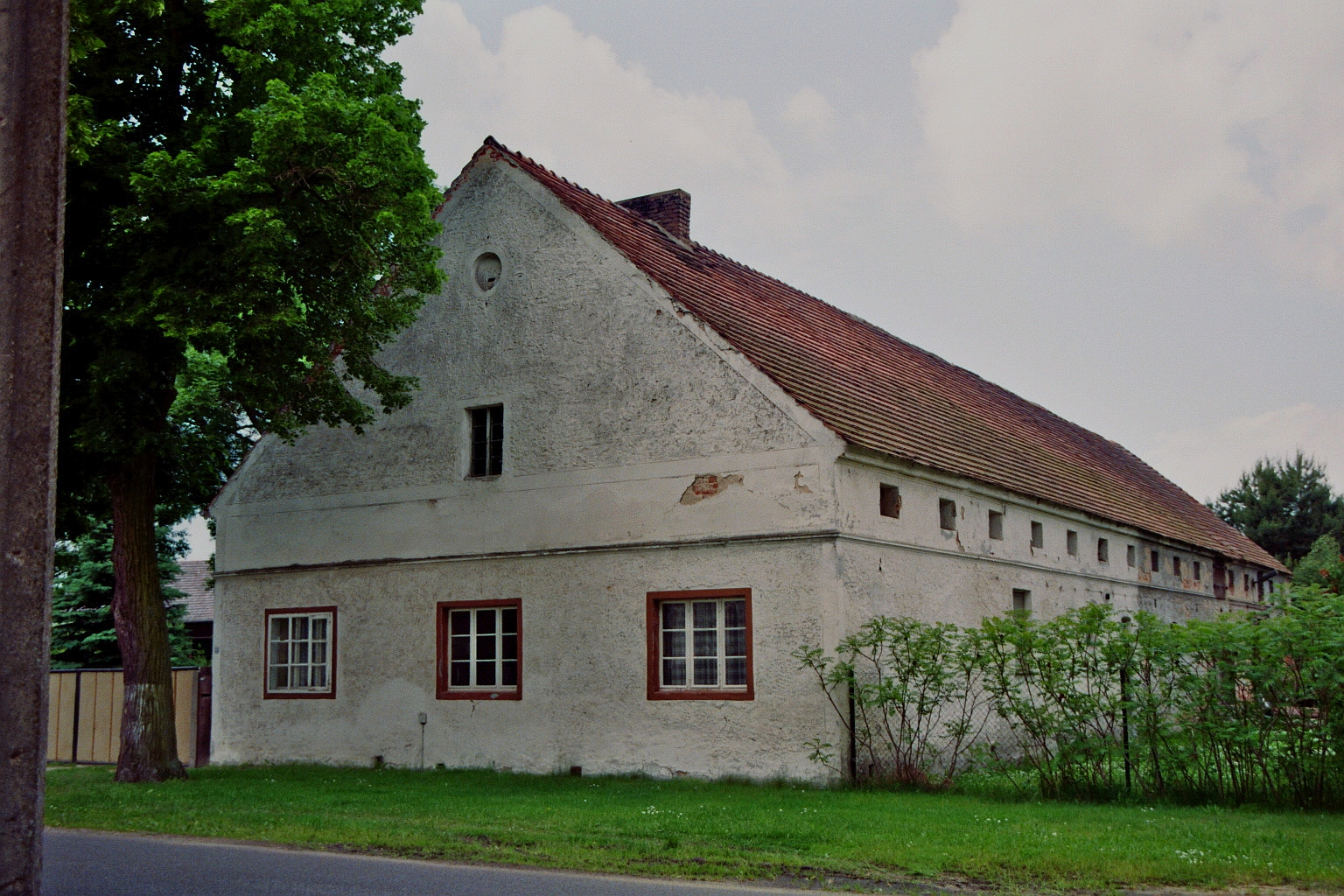
Gebäude Hauptstraße 4

Die Denkmalliste des Landes Brandenburg verzeichnet ein Baudenkmal in Butzen:
- Nr.09140002 Wohnhaus mit massiver Scheune, Hauptstraße 14

sowie ein Bodendenkmal:
- Nr.12182 Dorfkern der Neuzeit, Dorfkern deutsches Mittelalter, ein Münzfund der Neuzeit

Sehenswert sind einige alte Bauerngüter entlang der Hauptstraße mit z. T. mächtigen Stall- und Scheunengebäuden.

## Tourismus und Freizeit
Die Gemeinde Spreewaldheide setzt auf sanften Tourismus. In Butzen werden einige Ferienwohnungen angeboten. Von Butzen aus startet der Wanderweg Wildnispfad in die Lieberoser Heide. Er ist in mehrere Teilabschnitte unterteilt. Der Weg ist gut ausgeschildert und mit Informationstafeln versehen.

## Vereine und Feste
Im Ort gibt es die Freiwillige Feuerwehr Butzen und den Jugendclub Butzen. Im Ort wird Fastnacht gefeiert und das Zampern gepflegt. Im Sommer findet jährlich das Dorffest statt.

## Naturschutz
Das große Naturschutzgebiet Lieberoser Heide greift im Osten auch auf die Gemarkung Butzen über. Im Naturschutzgebiet liegen Butzener See, Druschesee und Bergsee, nicht jedoch der Rammoltsee.

## Persönlichkeiten
- Otto Lukas (1881–1956), Heimatdichter, Lehrer, als Schüler in Butzen